# قطعنامه ۸۴۱ شورای امنیت
قطعنامه ۸۴۱ شورای امنیت سازمان ملل متحد که در تاریخ ۱۶ ژوئن ۱۹۹۳ تصویب شد، سندی بین‌المللی دربارهٔ هائیتی است. این قطعنامه طی نشست ۳۲۳۸ام با ۱۵ رای موافق، ۰ مخالف و ۰ ممتنع تصویب شد.